# Raïon de Zoubova Poliana
Le raïon de Zoubova Poliana (en russe : Зу́бово-Поля́нский райо́н, en erzya : Пейкужо буе, Pejkužo buje, en moksha : Зубунь аймак, Zubuń ajmak) est un raïon de la république de Mordovie, en Russie.

## Géographie
D'une superficie de 2 710 km2, le raïon de Zoubova Poliana est situé au centre et au sud de la république de Mordovie.
Son centre administratif est Zoubova Poliana.
Le raïon de Zoubova Poliana borde l'oblast de Riazan et l'oblast de Penza.
Le raïon comprend 4 agglomérations urbaines et 27 villages.
50 % de la population est Moksha et 44,6 % Russe.

## Démographie
La population du raïon de Rouzaïevo a évolué comme suit:
| 1970   | 1979   | 1989   | 2002   | 2009   |
| ------ | ------ | ------ | ------ | ------ |
| 78 987 | 65 318 | 68 790 | 65 735 | 61 253 |

| 2011   | 2015   | 2020   | - | - |
| ------ | ------ | ------ | - | - |
| 59 030 | 55 829 | 53 591 | - | - |

## Personnalités
- Vladimir Dezhurov (né en 1962), cosmonaute
- Viktor Kidyayev (né en 1956), politicien

## Galerie

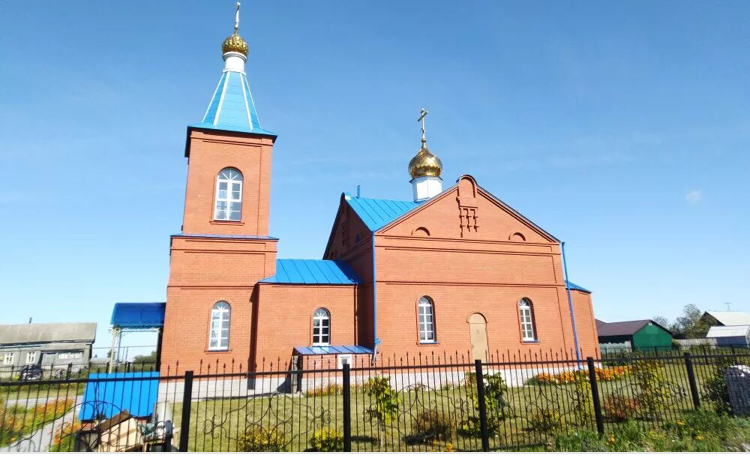
Église du village de Mordovsky Pimbur.
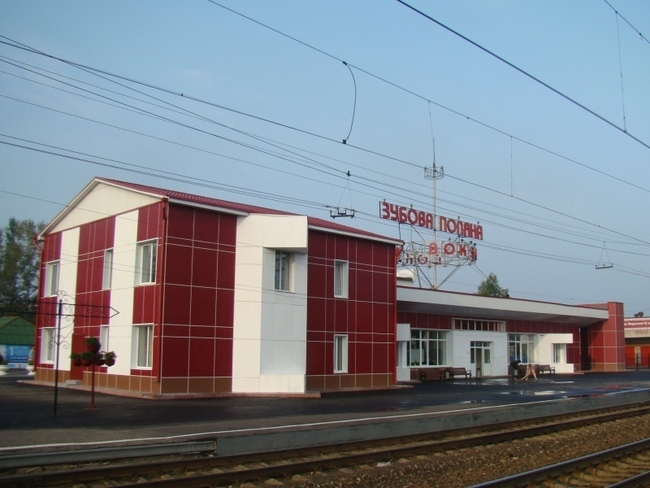
Gare de Zubova Polyana.
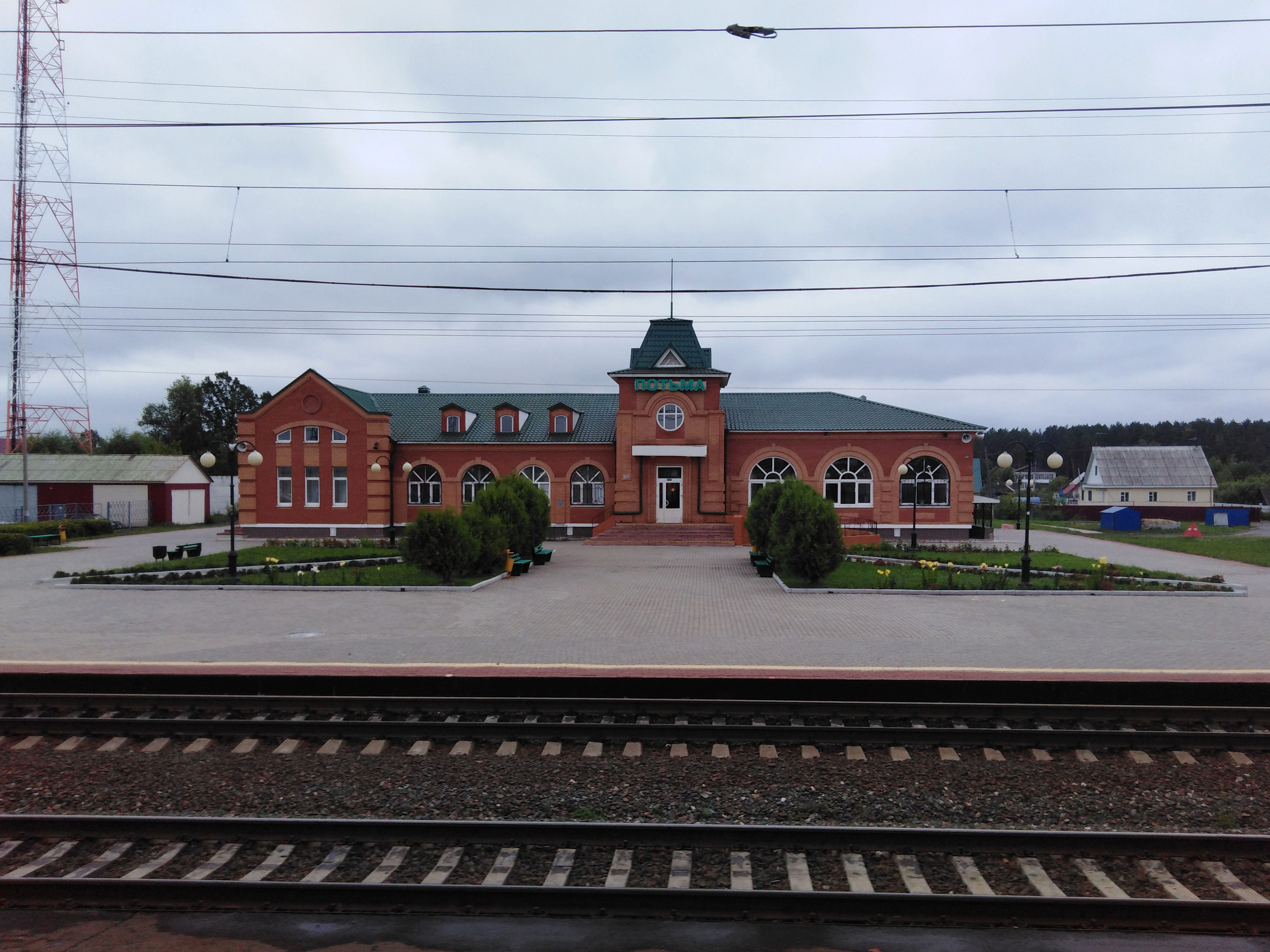
Gare de Pot'ma.